# Maydolong
Maydolong is een gemeente in de Filipijnse provincie Eastern Samar op het eiland Samar. Bij de laatste census in 2007 had de gemeente bijna 13 duizend inwoners.

## Geografie

### Bestuurlijke indeling
Maydolong is onderverdeeld in de volgende 20 barangays:
| - Barangay Poblacion 1 - Barangay Poblacion 2 - Barangay Poblacion 3 - Barangay Poblacion 4 - Barangay Poblacion 5 - Barangay Poblacion 6 - Barangay Poblacion 7 - Camada - Campakerit - Canloterio | - Del Pilar - Guindalitan - Lapgap - Malobago - Maybocog - Maytigbao - Omawas - Patag - San Gabriel - Tagaslian |

## Demografie
Maydolong had bij de census van 2007 een inwoneraantal van 12.766 mensen. Dit zijn 1.025 mensen (8,7%) meer dan bij de vorige census van 2000. De gemiddelde jaarlijkse groei komt daarmee uit op 1,16%, hetgeen lager is dan het landelijk jaarlijks gemiddelde over deze periode (2,04%). Vergeleken met de census van 1995 is het aantal mensen met 565 (4,6%) toegenomen.

De bevolkingsdichtheid van Maydolong was ten tijde van de laatste census, met 12.766 inwoners op 399,63 km², 31,9 mensen per km².